# Frederico Figueiredo
Frederico Figueiredo, né le 25 mai 1991 à São Sebastião da Pedreira, est un coureur cycliste portugais.

## Biographie
Frederico Figueiredo est actif au niveau international depuis 2010. En 2013, il décroche ses premiers résultats notables en terminant troisième du championnat du Portugal sur route espoirs et en remportant le classement de la montagne du Tour de la communauté de Madrid (une course pour les moins de 23 ans). En 2014, il devient membre de l'équipe continentale portugaise Rádio Popular, avec laquelle il court pendant trois ans. Avec celle-ci, il se classe en 2014 septième du Tour de l'Alentejo et huitième du Tour de Castille-et-León. En 2015, il est neuvième de la Route du Sud, puis plusieurs fois parmi les dix premiers dans des compétitions l'année suivante. 
Pour la saison 2017, il rejoint l'équipe Sporting-Tavira et se classe notamment troisième du Grand Prix International de Torres Vedras-Trophée Joaquim Agostinho. Après de nombreux top 10 au cours des premières années de l'équipe, il obtient son premier succès sur l'UCI Europe Tour lors de la saison 2020 en remportant la deuxième étape et le classement général du Grand Prix International de Torres Vedras-Trophée Joaquim Agostinho. Il est ensuite troisième du Tour du Portugal.
Pour la saison 2021, il signe avec l'équipe continentale Efapel. Avec sa nouvelle formation, il remporte pour la deuxième fois le Grand Prix International de Torres Vedras-Trophée Joaquim Agostinho et gagne la quatrième étape du Tour du Portugal en août. Au cours de la saison 2022, il remporté pour la troisième fois d'affilée le Grand Prix International de Torres Vedras. Il termine le Tour du Portugal 2022 avec une victoire d’étape et une deuxième place au classement général, après avoir perdu le maillot de leader lors du contre-la-montre final aux dépens de son coéquipier Mauricio Moreira.
Lors du Grand Prix International de Torres Vedras 2023, il remporte une nouvelle étape, mais doit se contenter de la troisième place du général, derrière deux coéquipiers.
En octobre 2024, il est provisoirement suspendu par l'Autorité antidopage portugaise en raison d'anomalies constatées dans son passeport biologique.

## Palmarès et résultats

### Palmarès par année
- 2008
  - 2e du championnat du Portugal de poursuite par équipes juniors
- 2012
  - Grand Prix de la ville de Vigo II
- 2013
  - 2e du Tour de Galice
  - 3e du championnat du Portugal sur route espoirs
- 2015
  - 2e du Mémorial Bruno Neves
  - 3e du Grande Prémio Beira Baixa
- 2017
  - 3e du Grand Prix International de Torres Vedras-Trophée Joaquim Agostinho
- 2018
  - 1re étape du Grand Prix Abimota (contre-la-montre par équipes)
  - 2e du Grand Prix Anicolor
  - 3e du Grand Prix Abimota
- 2020
  - Grand Prix International de Torres Vedras-Trophée Joaquim Agostinho : 
    - Classement général
    - 2e étape

  - 3e du Tour du Portugal
- 2021
  - Grand Prix International de Torres Vedras-Trophée Joaquim Agostinho : 
    - Classement général
    - 1re étape

  - 4e étape du Tour du Portugal
  - 2e du Classica Aldeias do Xisto
- 2022
  - Classica Aldeias do Xisto
  - Volta a Albergaria
  - Grand Prix International de Torres Vedras-Trophée Joaquim Agostinho :
    - Classement général
    - 3e étape

  - 5e étape du Tour du Portugal
  - 2e du Tour du Portugal
- 2023
  - Classica Aldeias do Xisto
  - 3e étape du Grand Prix International de Torres Vedras-Trophée Joaquim Agostinho
  - 3e du Grand Prix international de Torres Vedras-Trophée Joaquim-Agostinho
- 2024
  - Grand Prix Jornal de Notícias
  - 3e de la Classica Aldeias do Xisto
  - 3e du Grand Prix de Mortágua

### Classements mondiaux
| Année                                 | 2013  | 2014 | 2015 | 2016 | 2017 | 2018 | 2019 | 2020 | 2021 | 2022 | 2023 | 2024  |
| ------------------------------------- | ----- | ---- | ---- | ---- | ---- | ---- | ---- | ---- | ---- | ---- | ---- | ----- |
| Classement mondial                    |       |      |      | 714e | 578e | 612e | 625e | 233e | 476e | 382e | 804e | 2085e |
| UCI Europe Tour                       | 1070e | 631e | 945e | 440e | 323e | 361e | 470e | 194e | 387e | 308e | nc   | nc    |
|                                       |       |      |      |      |      |      |      |      |      |      |      |       |
| Légende : nc = non classéSource : UCI |       |      |      |      |      |      |      |      |      |      |      |       |